# マーク・ヴァン・ドーレン
マーク・ヴァン・ドーレン（英語: Mark Van Doren、1894年6月13日– 1972年12月10日）は、アメリカの詩人・作家・評論家。コロンビア大学で40年近く教え、トーマス・マートン、ロバート・ラックス、ジョン・ベリーマン、ウィテカー・チェンバース、そしてアレン・ギンズバーグやジャック・ケルアックらビート・ジェネレーションの作家など、影響力のある作家や思想家の世代に影響を与えた。また、ニューヨークの「The Nation」誌の文芸編集者（1924年～1928年）、同誌の映画評論家（1935年～1938年）も務めた。
1940年、1922年から1938年にかけて収集された詩集でピューリッツァー賞を受賞。他にも、兄カール・ヴァン・ドレーンとの共著である批評研究『American and British Literature since 1890』（1939年）、『The Poetry of John Dryden』（1920年）、『Shakespeare』（1939年）、『The Noble Voice』（1945年）、『Nathaniel Hawthorne』（1949年）などの詩集、物語『Jonathan Gentry』（1931年）、詩劇『The Last Days of Lincoln』（1959年）など、多くの作品がケニオン・レビュー誌に掲載された。

## 前半生
ヴァンドーレンは、イリノイ州ヴァーミリオン郡のオランダ系医師チャールズ・ルシウス・ヴァン・ドーレンと妻エウドラ・アン・ブッツの5人の息子のうちの4人目として生まれた。彼はイリノイ州東部の家族の農場で育つが、父は良い学校に近い場所を求めて隣の町アーバナに引っ越した。
学者で伝記作家のカール・ヴァン・ドーレンの弟であり、5人の兄弟全員が地元の小学校と高校に通った。イリノイ大学アーバナ校で学び 、1914年に文学士号を取得した。 1920年に、コロンビア大学（後のコロンビア大学大学院芸術研究科）で博士号を取得した。同大学の学生団体であるBoar's Head Society（詩の会）に所属した。

## キャリア
1920年、兄カールに続いてコロンビア大学の教員となった。マーク・ヴァン・ドーレンは、コロンビアで最も偉大な教師の1人になり、「教室での伝説的な存在感」を示した。彼は1942年に正教授になり、1959年まで英語を教え、その時点で彼は1972年に亡くなるまで名誉教授を務めた。コロンビア大学での教え子には、詩人や作家のジョン・ベリーマン、アレン・ギンズバーグ、ジャック・ケルアック、ルイス・シンプソン、リチャード・ハワード、ライオネル・トリリング（後の同僚）、ロバート・ラックス、アンソニー・ロビンソンのほか、日本文学者・翻訳者であるドナルド・キーン、作家で活動家のウィッタカー・チェンバーズ 、作家でトラピスト僧侶トーマス・マートン、ウォルター・B・ピトキンジュニアと詩人批評家のジョン・ホランダーらがいる。
1924年から1928年までと1935年から1938年までの2回、『The Nation』誌のスタッフを務めた。彼は第三次世界大戦防止協会の会員であった。
1940年、『Collected Poems 1922-1938』でピューリッツァー賞 詩部門を受賞した。これは、兄カールがベンジャミン・フランクリンについての著書でピューリッツァー賞 伝記部門を受賞してからわずか1年後のことであった。1949年6月にアレン・ギンズバーグがハーバート・. ハンケの共犯として逮捕されたときには証言台に立ち、ギンズバーグの刑務所行き回避し、トーマス・マートンの改宗と詩作にも大きな影響を与えた。リベラルな教育を強く提唱し、著書『Liberal Education』（1943年）は、「グレート・ブックス」運動促進に貢献した。1941年から、1941年からはCBSラジオの番組「Invitation to Learning」に出演する専門家の一人として偉大な文学について語った。
彼は米国議会図書館のフェロー・イン・アメリカン・レターズに選ばれ、アメリカ芸術文学アカデミーの会長も務めた。

## 私生活
1922年、The Nationで知り合った小説家であり、回顧録「The Professor and I」（1959年）の著者でもあるドロシー・グラフと結婚した。著書『Anthology of World Poetry』の成功により、世界恐慌前の1929年2月、夫妻はニューヨークのブリーカー・ストリートに家を購入することができた 。
長男チャールズ・ヴァン・ドレーン（1926年2月12日-2019年4月9日）は、クイズ番組21のスキャンダルの当事者として知られ映画「クイズ・ショウ」 （1994年）の題材となった。この映画でマーク・ヴァン・ドーレン役を演じたポール・スコフィールドは、アカデミー助演男優賞にノミネートされた。次男ジョン・ヴァン・ドーレンはコネチカット州コーンウォールに住んでおり、父親が執筆活動執筆を行い、また余生を過ごした農場デクラしている。
循環器系の手術を受けた2日後の1972年12月10日に、コネチカット州トリントンシャーロット・ハンガーフォード病院で78歳で他界した。

## レガシー
ヴァンダービルト大学にアレン・テイトとの書簡が所蔵されている。1962年以来、コロンビアカレッジの学生は、学校の優秀な教師に対して「マーク・ヴァン・ドーレン賞」を毎年授与している。

## 語録
- "The literature of the world has exerted its power by being translated."  [19]